# Estádio Renato Moura da Cunha Lima
Estádio Renato Moura da Cunha Lima – stadion piłkarski, w Cajazeiras, Campina Grande, Brazylia, na którym swoje mecze rozgrywa klub Campinense Clube.